# Regentenstraße 108 (Mönchengladbach)

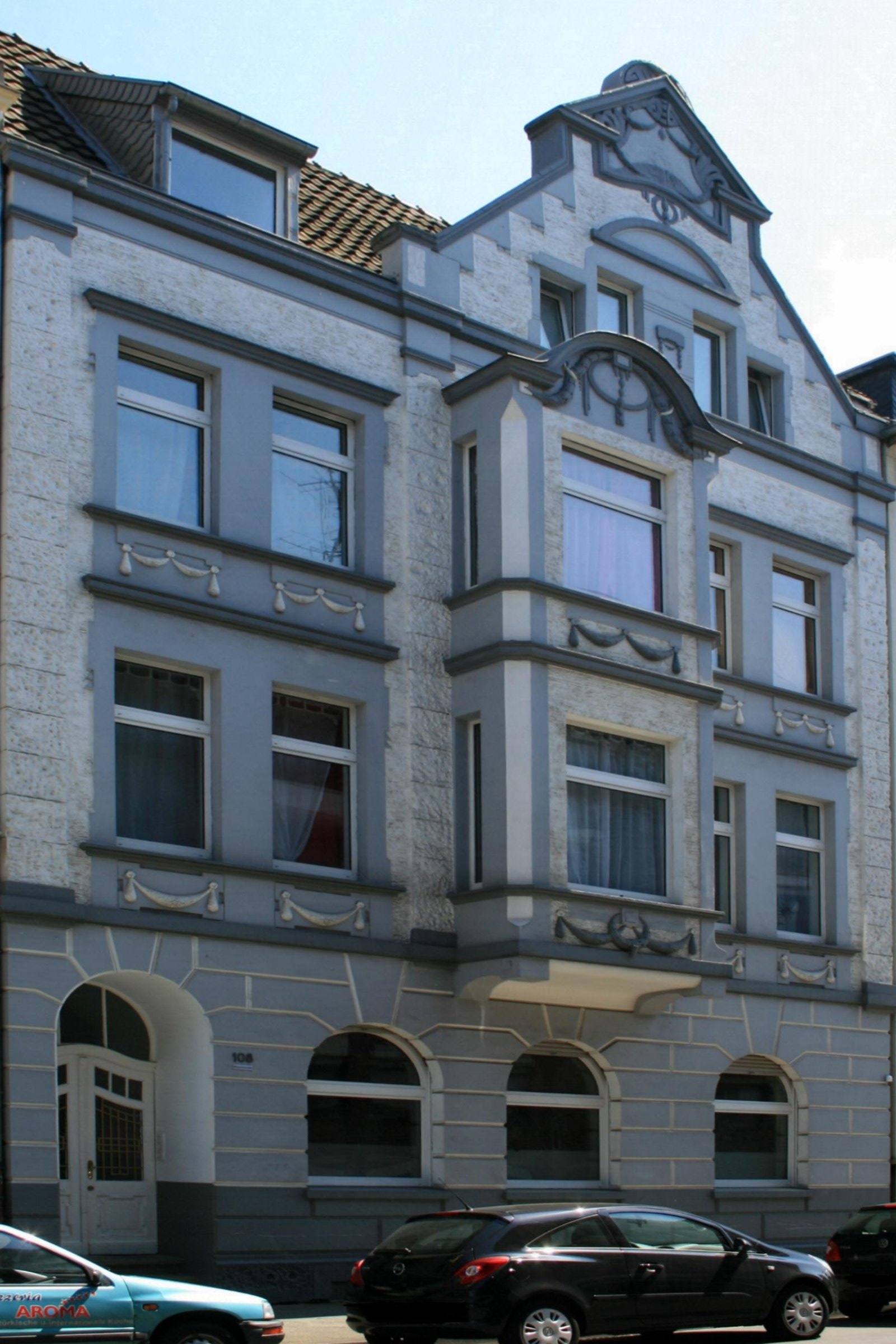
Wohnhaus (2010)

Das Wohnhaus Regentenstraße 108 steht im Stadtteil Eicken in Mönchengladbach (Nordrhein-Westfalen).
Das Gebäude wurde um 1900 erbaut. Es wurde unter Nr. R 059 am 17. Mai  1989 in die Denkmalliste der Stadt Mönchengladbach eingetragen.

## Lage
Das Gebäude liegt an der Südseite der Regentenstraße in Eicken in einer historischen Baugruppe ähnlicher Häuser. 

## Architektur
Bei dem Haus handelt es sich um ein traufenständiges, dreigeschossiges,  fünfachsiges Gebäude mit einem übergreifenden Erker in der mittleren Achse. Das um die Jahrhundertwende erbaute Haus bildet mit den Häusern 110 und 112 ein hervorragend erhaltenes Ensemble. Zusammen mit dem Jugendstilhaus  Nr. 110 und dem neobarocken Haus Nr. 112 bildet dieses neoklassizistische Haus Nr. 108 einen ablesbaren Querschnitt historisierenden Baumöglichkeit auf schmalen Raum.